# Krzesiniec
Krzesiniec – nieoficjalna część wsi Sasino, położonej w województwie pomorskim, w powiecie wejherowskim, w gminie Choczewo.
Miejscowość leży na Wybrzeżu Słowińskim.
Jest częścią sołectwa Sasino.
Nazwę Krzesiniec wprowadzono urzędowo w 1948 roku. Poprzednią niemiecką nazwą było Belle Alliance.
Nazwy Krzesiniec już jednak nie ujęto w Wykazie urzędowych nazw miejscowości z 1981 r.. Nazwa nie figuruje też w Wykazie urzędowych nazw miejscowości i ich części z 2012 r.
Krzesiniec jest oznaczony na niektórych mapach urzędowych, a także figuruje w dokumentach gminnych i Państwowym Rejestrze Nazw Geograficznych.